# 門把手
门把手是門上一个用于开門或关门的部件。基本上大部分类型的门上都會安裝门把手，例如住宅和商业建筑的外门、内门、橱柜门和车门。门把手歷史至少有5000年。

## 感染控制
门把手在某些感染的传播中起到了一定的作用。 当个人触摸把手后再触摸眼睛、鼻子或嘴巴时，可能会发生感染传播。 然而，一些材料，如黄铜、铜和银，对许多微生物具有缓慢的毒性。其确切机制尚不清楚，但通常认为是通过少量金属的抗菌作用，或者是通过其他一些静电效应。 例如，黄铜和铜可以在八小时内消毒许多门把手细菌。 其他材料，如玻璃、瓷器、不锈钢和铝则没有这种效果。

为了避免手部接触，有些门把手设计为可以用手臂或脚来操作。